# Eukryt

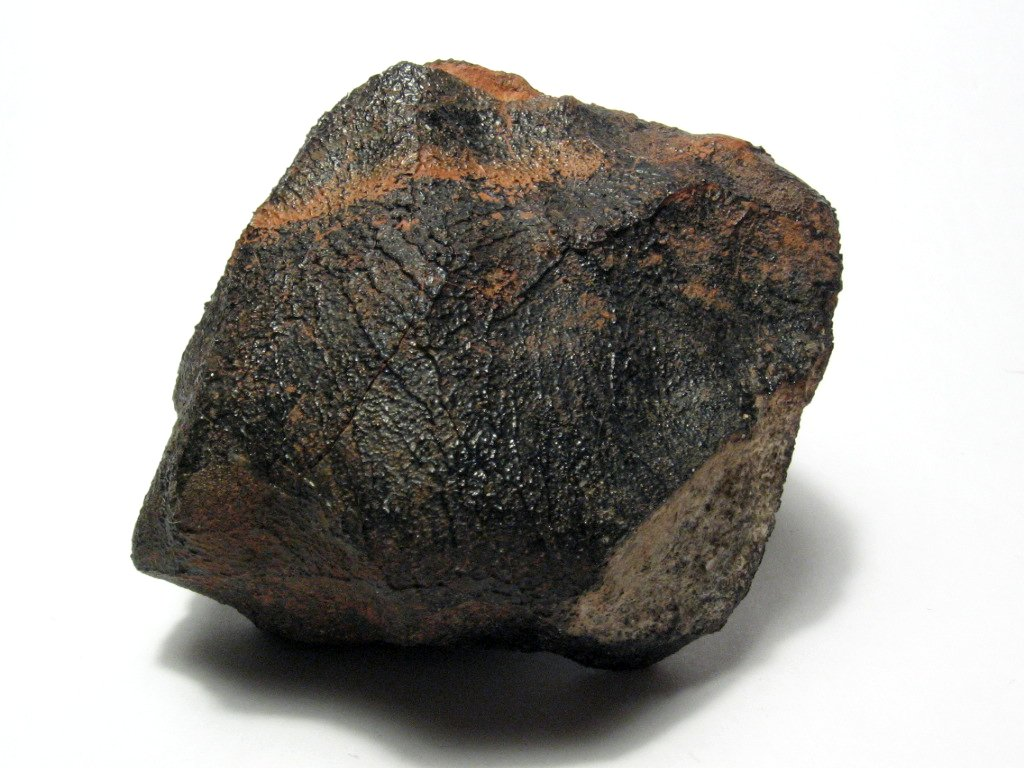
Meteoryt Millbillillie jako przykład eukrytu.

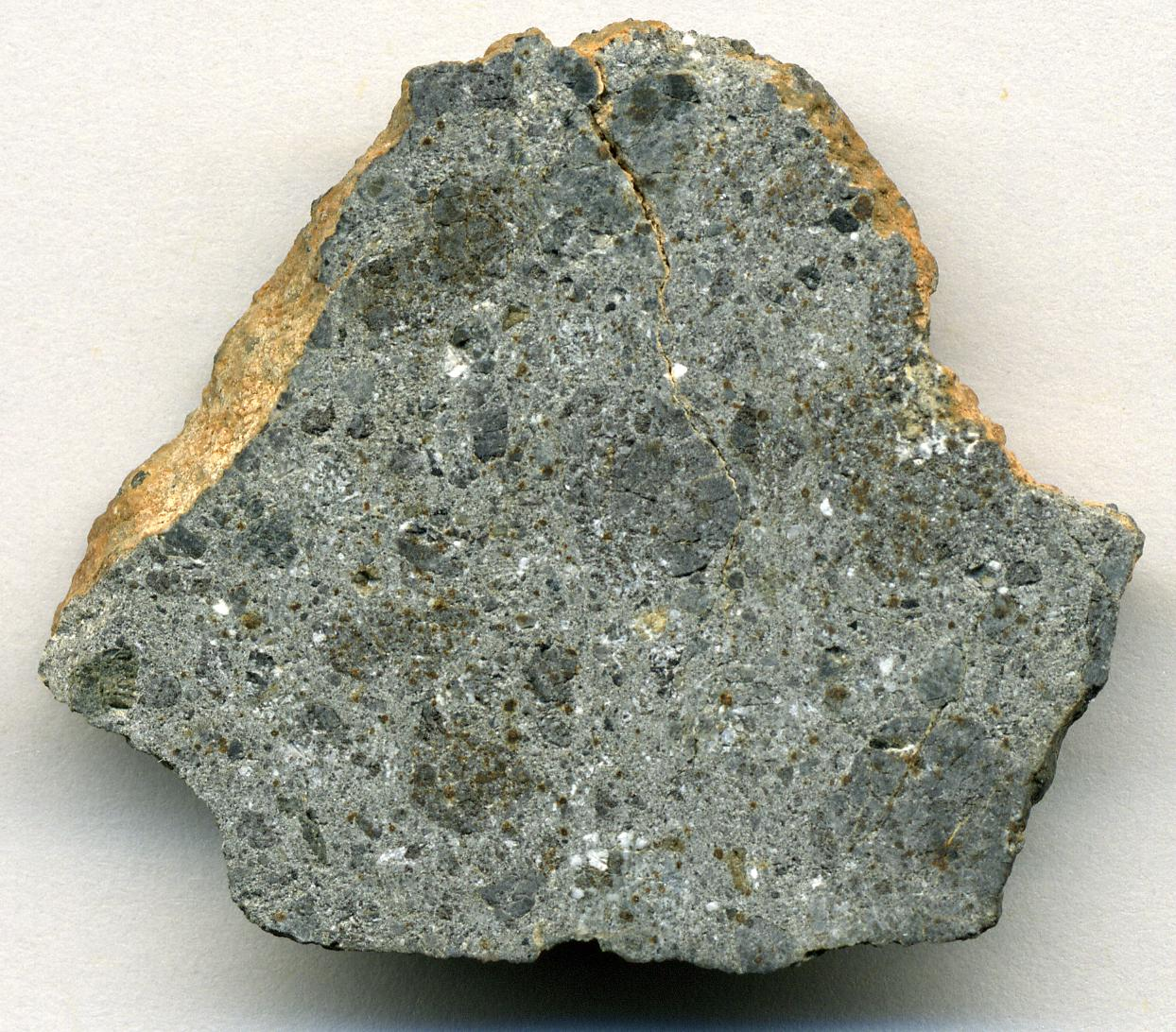
Eukryt NWA 3359

Eukryt (ang. eucrite) – grupa meteorytów kamiennych należących do achondrytów. Stanowią one 50% całego klanu HED, stanowiąc dwa rodzaje brekcji monomiktycznych. Są skałami magmowymi. 
Eukryty dzieli się na eukryty kumulatywne i eukryty bazaltowe. Eukryty kumulatywne powstają z krystalizacji minerałów na dnie basenu magmowego, z czego dominują u nich kryształy takie jak: klinopirokseny i plagioklaz wapniowy (An 89-90), zawierający chromit oraz krzemionka, fosforki, ilmenit, troilit i cyrkon. Z kolei eukryty bazaltowe są skałami wulkanicznymi, które również powstają w potokach lawy. Zawierają one szarego koloru klinopiroksen oraz piżonit i plagioklazy wapniowe o składzie podobnym do takiego jak u meteorytu Stannern. Podobne są one do ziemskich bazaltów, są jednak szare, nie czarne. Skały fakcji eukrytów bazaltowych są drobne lub średnio ziarniste. U większości eukrytów widać metamorfizm uderzeniowy, mający miejsce ok. 4,56 miliarda lat temu. 